# Statare

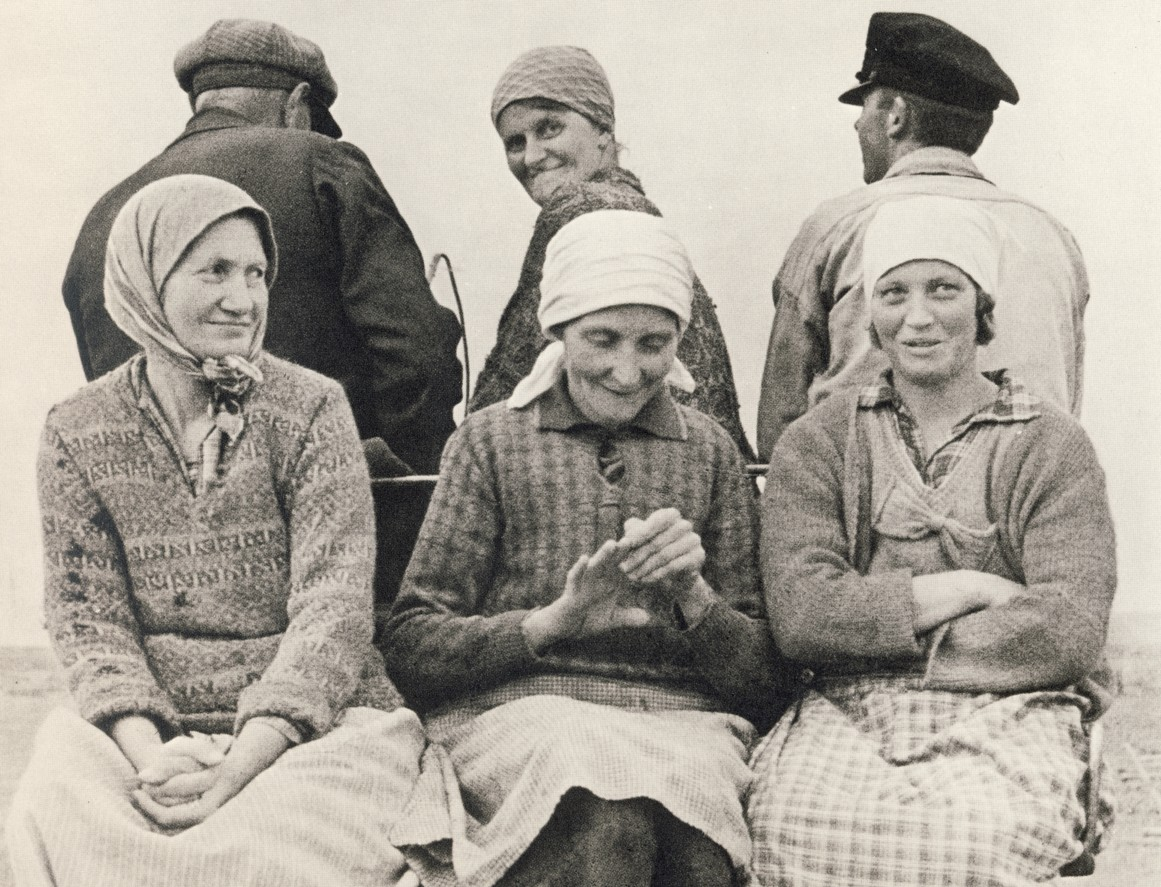

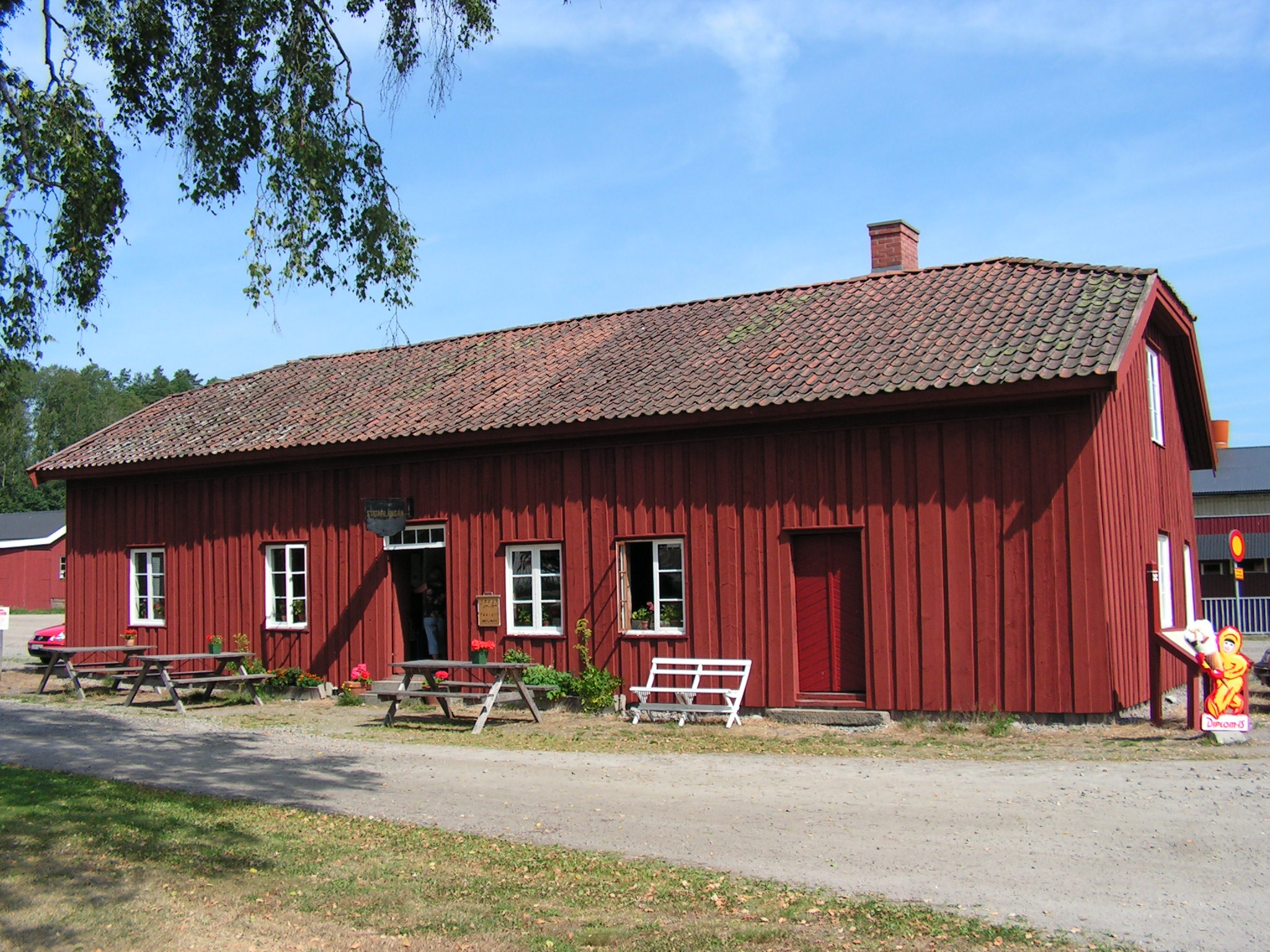

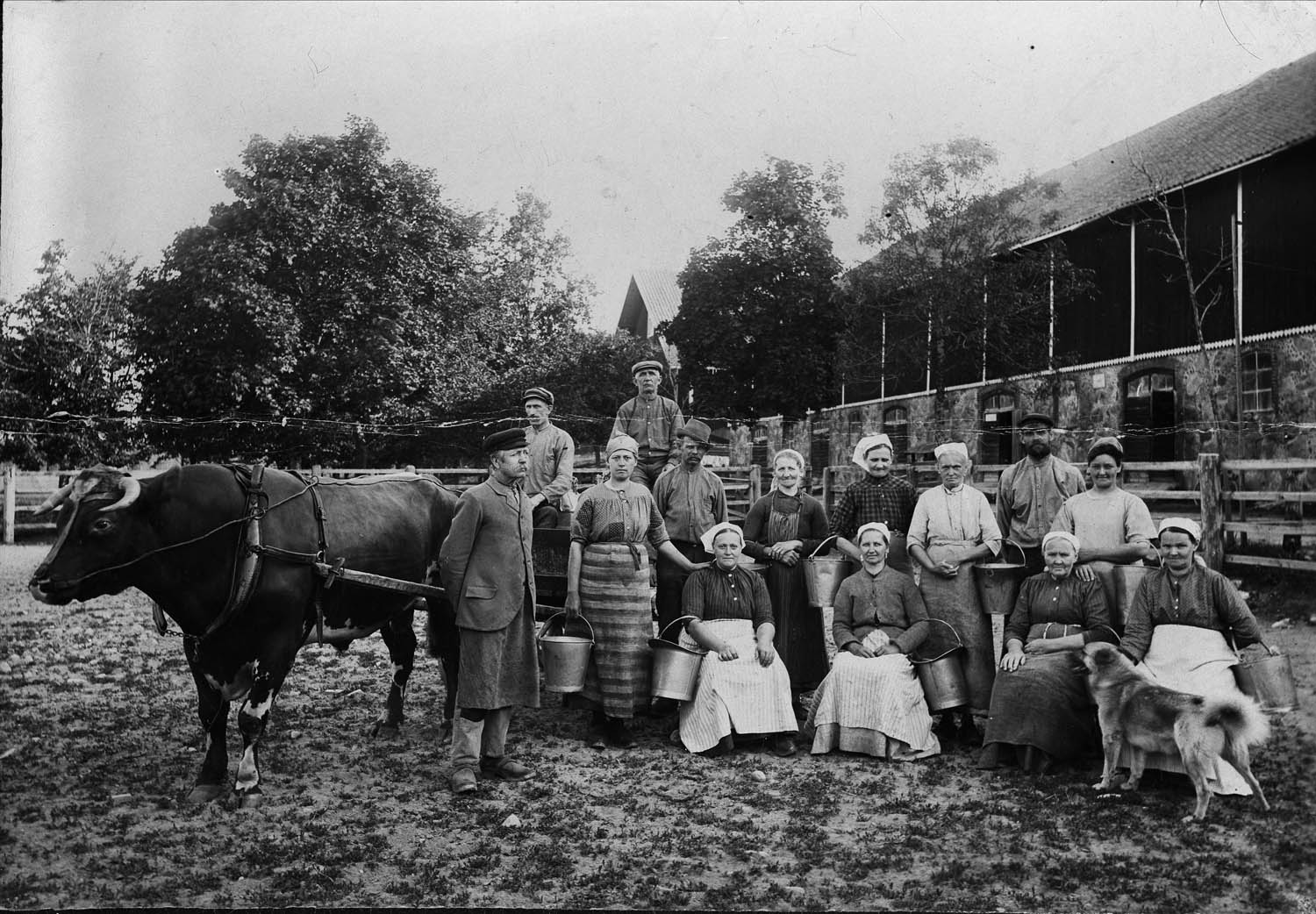

Os statare eram trabalhadores agrícolas, na Suécia dos séculos XVIII, XIX e XX, sujeitos a um regime com raízes na Idade Média, caraterizado por uma sujeição patriarcal ao patrão e uma remuneração em forma de "casa, alimentação e roupa", no latifúndio em que viviam e trabalhavam.
Tinham um contrato anual, só podendo mudar de patrão no fim desse contrato. Em vez de receber um salário, eram remunerados através de habitação (em casas especiais), comida (como leite e cereais) e roupas.

Toda a família trabalhava nas atividades agrícolas, vivendo em condições de pobreza e dependência económica, com muito poucos direitos laborais face aos patrões.

O sistema foi abolido em 1945, como resultado da agitação e da opinião criada pelo escritor sueco Ivar Lo-Johansson (ele próprio de origem statare), e ainda de Moa Martinson e Jan Fridegård.